# Amore che torni
Amore che torni è il settimo album in studio del gruppo musicale italiano Negramaro, pubblicato il 17 novembre 2017 dalla Sugar Music.

## Antefatti
Nel corso del 2016 il gruppo si era sciolto per due mesi a causa di alcune discrepanze artistiche e personali tra il frontman Giuliano Sangiorgi e il tastierista e programmatore Andrea Mariano. La separazione ha portato Sangiorgi a trasferirsi temporaneamente a New York, dove scrisse una bozza dei brani Ci sto pensando da un po’ e New York e nocciola.

## Descrizione
Amore che torni si compone di dodici brani, tutti composti dal solo Sangiorgi. In un'intervista a Fanpage.it i Negramaro hanno raccontato il significato dell'album:

## Accoglienza
| Recensione       | Giudizio |
| ---------------- | -------- |
| All Music Italia | 8/10     |
| Rockol           | 7/10     |

Mattia Marzi di Rockol afferma che la chiave di lettura dell'album sia lo «scioglimento sventato» della band, riscontrabile nelle tracce in cui «il mood è inquieto, ansioso» e nei cui testi si percepisce «un tono di preoccupazione», trovandolo nel complesso «il disco più difficile tra quelli che i Negramaro hanno pubblicato negli ultimi anni, il meno immediato e il più complesso, quello che richiede più di un ascolto per essere compreso».

## Tracce
Testi e musiche di Giuliano Sangiorgi.
1. Fino all'imbrunire – 4:13
2. Ridammi indietro il cuore – 3:31
3. New York e nocciola – 3:30
4. Mi basta – 3:39
5. Amore che torni – 3:46
6. La chiave, le virtù e l'arroganza – 4:31
7. Per uno come me – 3:33
8. L'anima vista da qui – 3:26
9. Pezzi di te – 4:52
10. La prima volta – 3:58
11. L'ultima volta – 3:48
12. Ci sto pensando da un po' – 4:55

## Formazione
Gruppo
- Giuliano Sangiorgi – voce, pianoforte, chitarra, sintetizzatore, basso, percussioni, cori e arrangiamento
- Andrea Mariano – pianoforte, tastiera, sintetizzatore, cori, programmazione, montaggio e arrangiamento
- Emanuele Spedicato – chitarra, basso a 8 corde, cori e arrangiamento
- Ermanno Carlà – basso, cori e arrangiamento
- Danilo Tasco – batteria, percussioni, cori e arrangiamento
- Andrea De Rocco – fisarmonica, dubs, cori, modulazioni e arrangiamento

Altri musicisti
- Maria Sole Sangiorgi – voce aggiuntiva (tracce 1 e 12)
- Stefano Nanni – composizione e conduzione strumenti ad arco (tracce 4 e 12)
- Edoardo de Angelis – violino (tracce 4 e 12)
- Nicolai Freimer – secondo violino (tracce 4 e 12)
- Emilio Eria – viola (tracce 4 e 12)
- Antonio Papetti – violoncello (tracce 4 e 12)
- Massimo Clavenna – contrabbasso (tracce 4 e 12)

Produzione
- Negramaro – produzione
- Giuseppe D'Albenzio – coproduzione, missaggio
- Lorenzo Cazzinga – ingegneria del suono, registrazione, missaggio
- Davide Vezzoli – assistenza tecnica
- Chris Gehringer – mastering

## Successo commerciale
Amore che torni ha esordito alla prima posizione della Classifica FIMI Album, divenendo il quarto album consecutivo del gruppo a ottenere tale risultato. L'album è stato certificato disco d'oro dalla FIMI a settimana successiva alla sua commercializzazione per aver superato le 25000 unità. Il 25 luglio 2018 l'album è stato certificato doppio disco di platino dalla FIMI con oltre 100000 unità vendute.

## Classifiche

### Classifiche di fine anno
| Classifica (2017) | Posizione massima |
| ----------------- | ----------------- |
| Italia            | 1                 |
| Svizzera          | 91                |

| Classifica (2017) | Posizione |
| ----------------- | --------- |
| Italia            | 17        |
| Classifica (2018) | Posizione |
| Italia            | 23        |